# Euxoa fauna
Euxoa fauna là một loài bướm đêm trong họ Noctuidae.